# Volvo Ocean 60

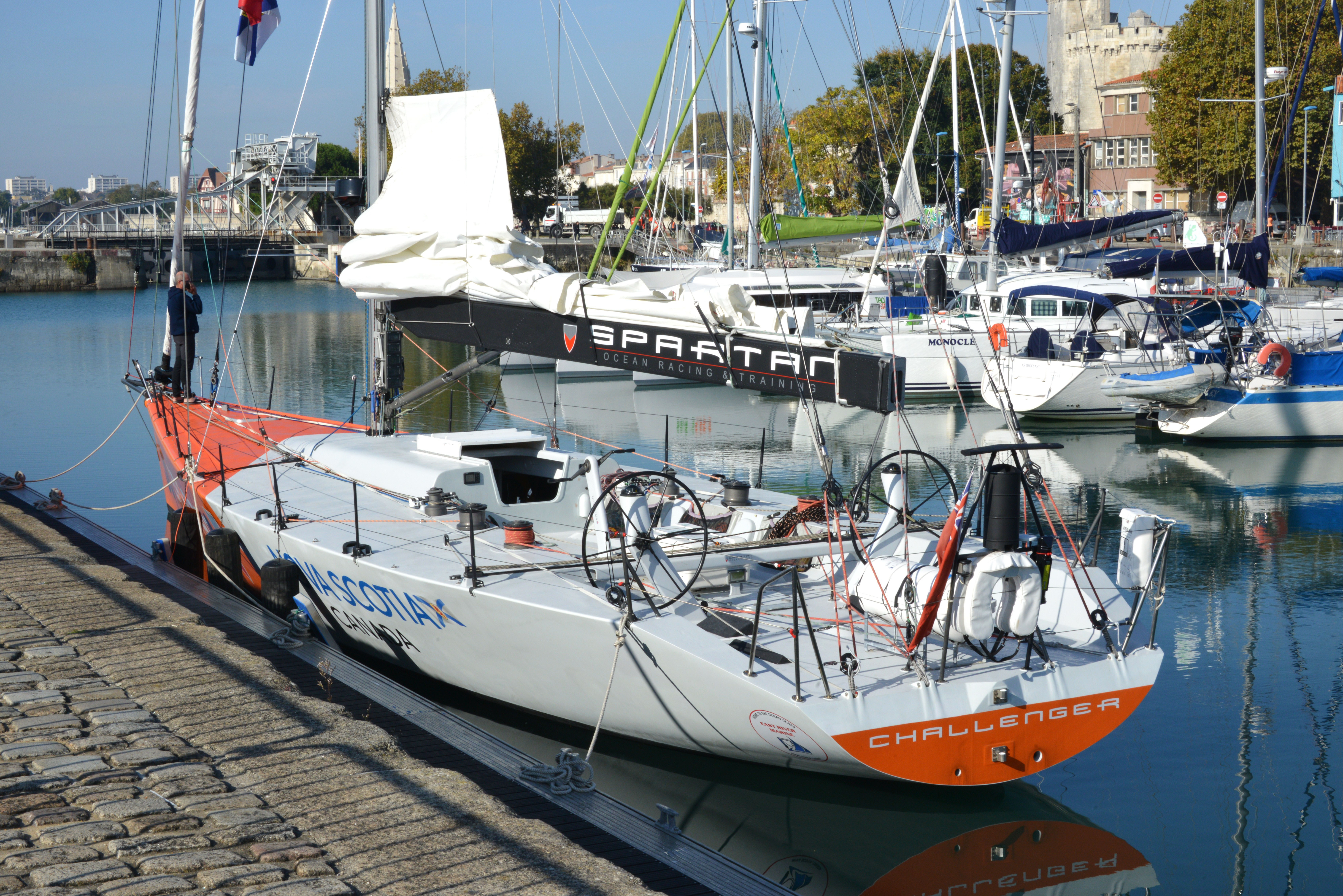
Le VO60 Challenger à La Rochelle.

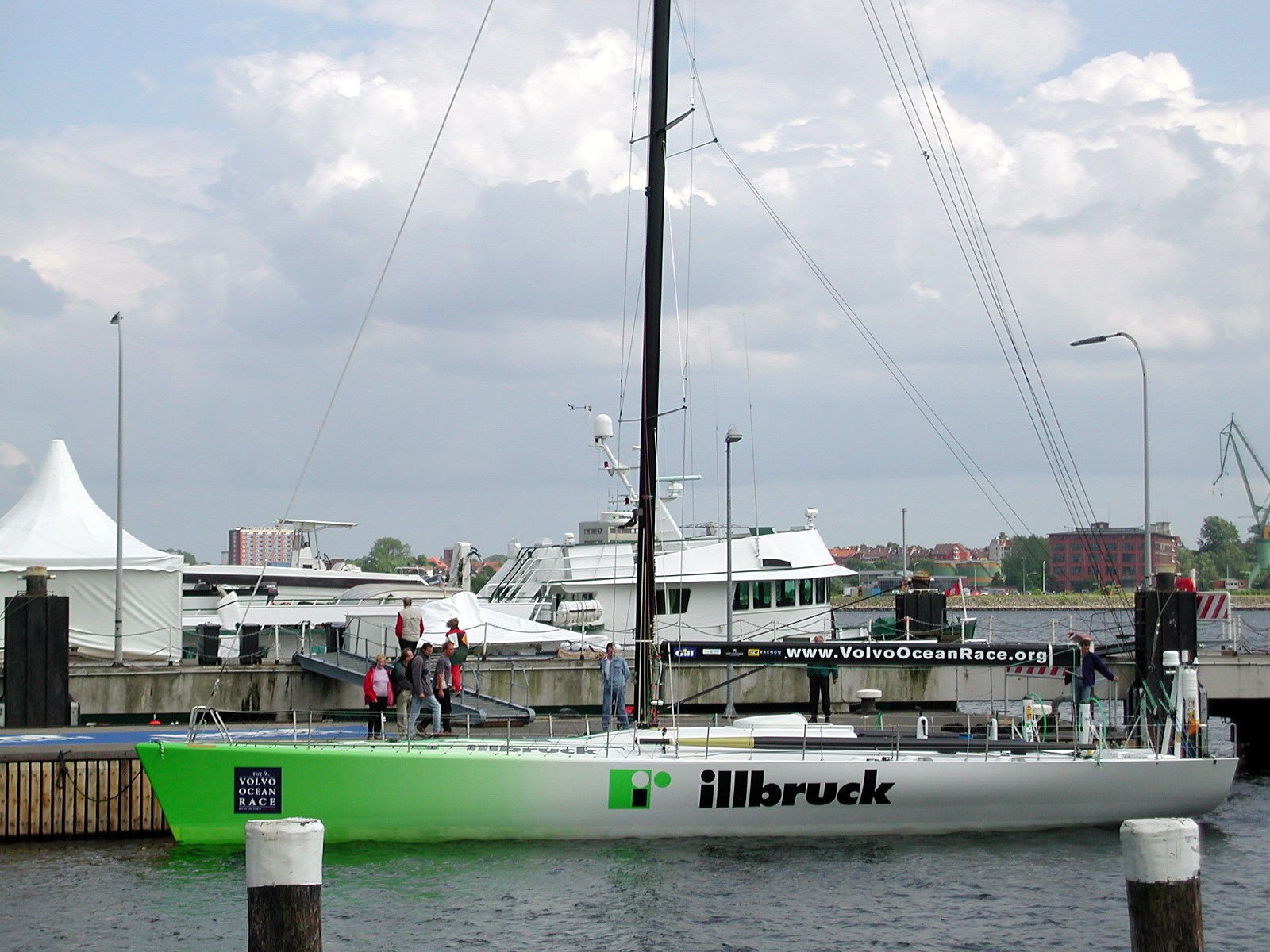
Le VO60 Illbruck à Kiel.

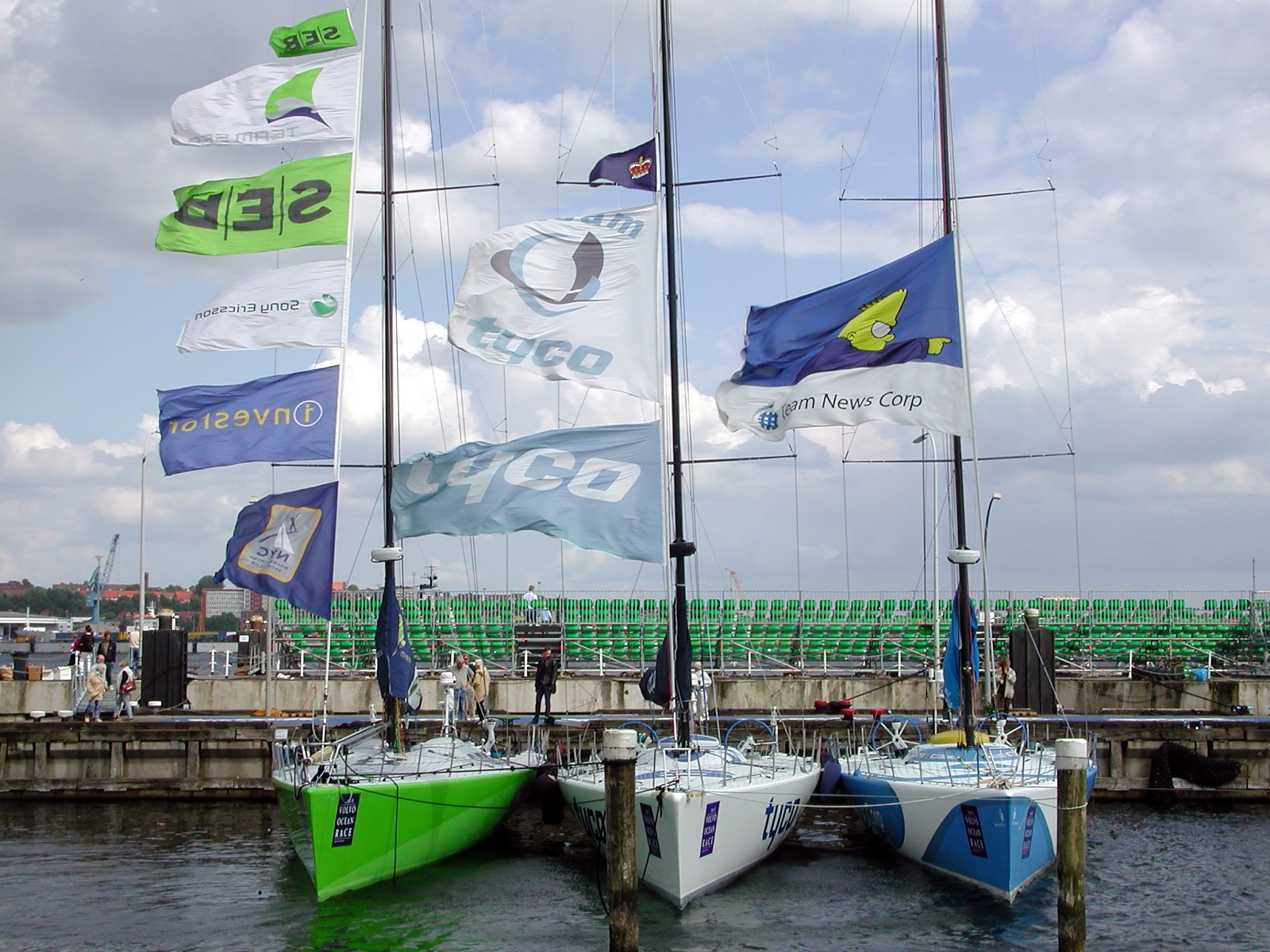
Les VO60 Team SEB, Team Tyco et News Corp à Kiel durant la Volvo Ocean Race 2001.

Le Whitbread 60 (W60), rebaptisé par la suite Volvo Ocean 60 (VO60), est une classe de voiliers de course au large conçue pour la course autour du monde en équipage Whitbread Round the World Race (devenu Volvo Ocean Race. Le voilier est utilisé dans trois des éditions de la course (1993,1997,2001) avant d'être remplacé pour l'édition 2005 par les Volvo Open 70 de plus grande taille et bénéficiant d'une quille pendulaire 

## Caractéristiques techniques
Le bateau long de 19,50 mètres à un bau (largeur maximale) de 5,25 mètres, un tirant d'eau de 3,75 mètres et un tirant d'air de 29 mètres. Son déplacement (masse) est de 13,5 tonnes. Il porte une surface de voile de 500 m² aux allures portantes et de 200 m² au près. 

## Flotte
Au total 28 Volvo Ocean 60 ont été construits sur une période de 8 ans.
| 1993–1994              | 1997–1998           | 2001–2002          |
| ---------------------- | ------------------- | ------------------ |
| Brooksfield            | America's Challenge | Amer Sports One    |
| Abu Dhabi Ocean Racing | Brunel Sunergy      | Amer Sports Too    |
| Hetman Sahaidachny     | Chessie Racing      | Assa Abloy         |
| Galicia '93 Pescanova  | EF Education        | Djuice Dragons     |
| Intrum Justitia        | EF Language         | Illbruck Challenge |
| Reebok/Dolphin & Youth | Innovation Kvaerner | Team News Corp     |
| Tokio                  | Merit Cup           | Team SEB           |
| Odessa                 | Silk Cut            | Team Tyco          |
| Winston                | Swedish Match       |                    |
| Yamaha                 | Toshiba             |                    |

## Comparaison des caractéristiques du VO60 et du VO70
|                     | Ocean 60  | Open 70   |
| ------------------- | --------- | --------- |
| Longueur hors tout: | 19,50 m.  | 21,50 m.  |
| Bau :               | 5,25 m.   | 5,70 m.   |
| Tirant d'eau:       | 3,75 m.   | 4,50 m.   |
| Tirant d'air:       | 26,00 m.  | 31,50 m.  |
| Déplacement :       | 13 500 kg | 14 000 kg |

## References
1. ↑  (en) « Volvo Ocean 70 », sur www.perrottidesign.com